# Macrozamia humilis
Macrozamia humilis là một loài thực vật hạt trần trong họ Zamiaceae. Loài này được D.L.Jones mô tả khoa học đầu tiên năm 1998. 
Loài này là loài đặc hữu của Inverell ở New South Wales, Úc. Môi trường sống tự nhiên của nó là trên đất đá granit trong rừng cây bụi ôn đới.